# Neoalticomerus seamansi
Neoalticomerus seamansi is een vliegensoort uit de familie van de Odiniidae. De wetenschappelijke naam van de soort is voor het eerst geldig gepubliceerd in 1960 door Shewell.